# Югово Полє
Югово Полє (хорв. Jugovo Polje) — населений пункт у Хорватії, в Вировитицько-Подравській жупанії у складі громади Сухополє.

## Населення
Населення за даними перепису 2011 року становило 319 осіб.
Динаміка чисельності населення поселення:

## Клімат
Середня річна температура становить 11,37 °C, середня максимальна – 25,43 °C, а середня мінімальна – -5,12 °C. Середня річна кількість опадів – 766 мм.
| Клімат поселення                              | Клімат поселення | Клімат поселення | Клімат поселення | Клімат поселення | Клімат поселення | Клімат поселення | Клімат поселення | Клімат поселення | Клімат поселення | Клімат поселення | Клімат поселення | Клімат поселення | Клімат поселення |
| Показник                                      | Січ.             | Лют.             | Бер.             | Квіт.            | Трав.            | Черв.            | Лип.             | Серп.            | Вер.             | Жовт.            | Лист.            | Груд.            |                  |
| Середній максимум, °C                         | 6,33             | 8,09             | 12,67            | 17,09            | 22,43            | 25,43            | 25,07            | 24,58            | 20,18            | 15,13            | 9,48             | 5,08             |                  |
| Середня температура, °C                       | 0,60             | 2,37             | 6,94             | 11,36            | 16,70            | 19,71            | 21,60            | 21,13            | 16,72            | 11,66            | 6,04             | 1,62             |                  |
| Середній мінімум, °C                          | −5,12            | −3,36            | 1,24             | 5,64             | 10,99            | 13,97            | 18,15            | 17,66            | 13,25            | 8,20             | 2,58             | −1,82            |                  |
| Норма опадів, мм                              | 46               | 41               | 47               | 60               | 74               | 90               | 72               | 76               | 64               | 65               | 75               | 56               |                  |
| Середньомісячна швидкість вітру, м/с          | 2.20             | 2.43             | 2.80             | 2.63             | 2.40             | 2.20             | 2.10             | 1.90             | 1.99             | 2.00             | 2.15             | 2.21             |                  |
| Середньомісячна сонячна радіація, кДж/м²·день | 4124             | 6905             | 10806            | 15291            | 19295            | 21479            | 22185            | 19774            | 14588            | 9031             | 4647             | 3446             |                  |
| --------------------------------------------- | ---------------- | ---------------- | ---------------- | ---------------- | ---------------- | ---------------- | ---------------- | ---------------- | ---------------- | ---------------- | ---------------- | ---------------- | ---------------- |
| Джерело:                                      |                  |                  |                  |                  |                  |                  |                  |                  |                  |                  |                  |                  |                  |